# ارمنستان در ۲۰۰۰
لیست زیر رویدادهایی است که در طی سال ۲۰۰۰ (میلادی) در ارمنستان اتفاق افتاده است.

## صاحب منصبان
- رئیس‌جمهور: روبرت کوچاریان
- نخست‌وزیر: آرام سارگسیانآندرانیک مارگاریان

## درگذشتگان
- ۳۰ ژوئن: واهه اوشاکان، ?, شاعر، نویسنده، منتقد ادبی و کنشگر سیاسی
- ۱۷ اوت: ژان گرزو، ۹۳, هنرمند، نقاش و تصویرگر